# 辛恩河
50°3′39″N 9°41′28″E / 50.06083°N 9.69111°E

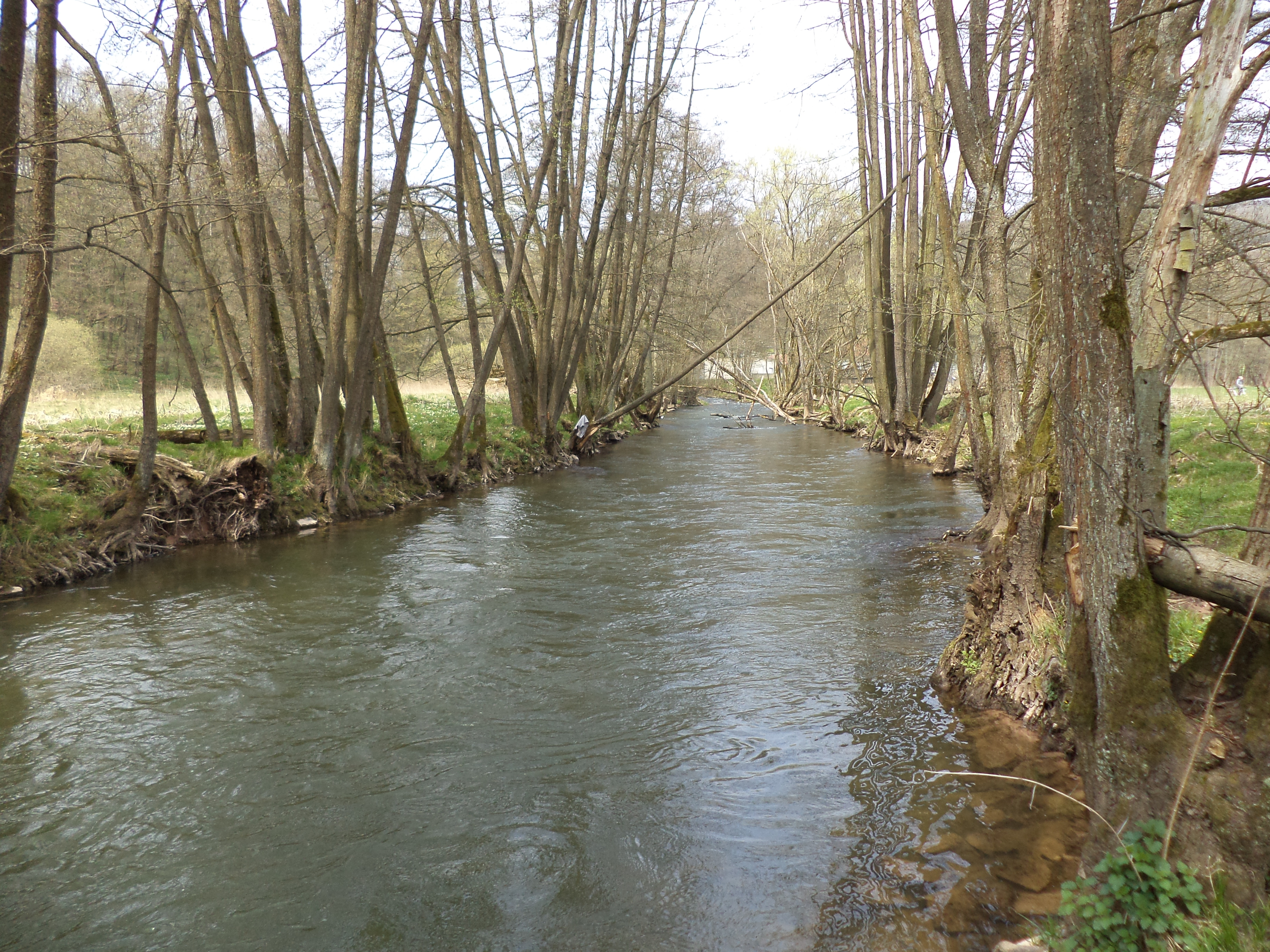

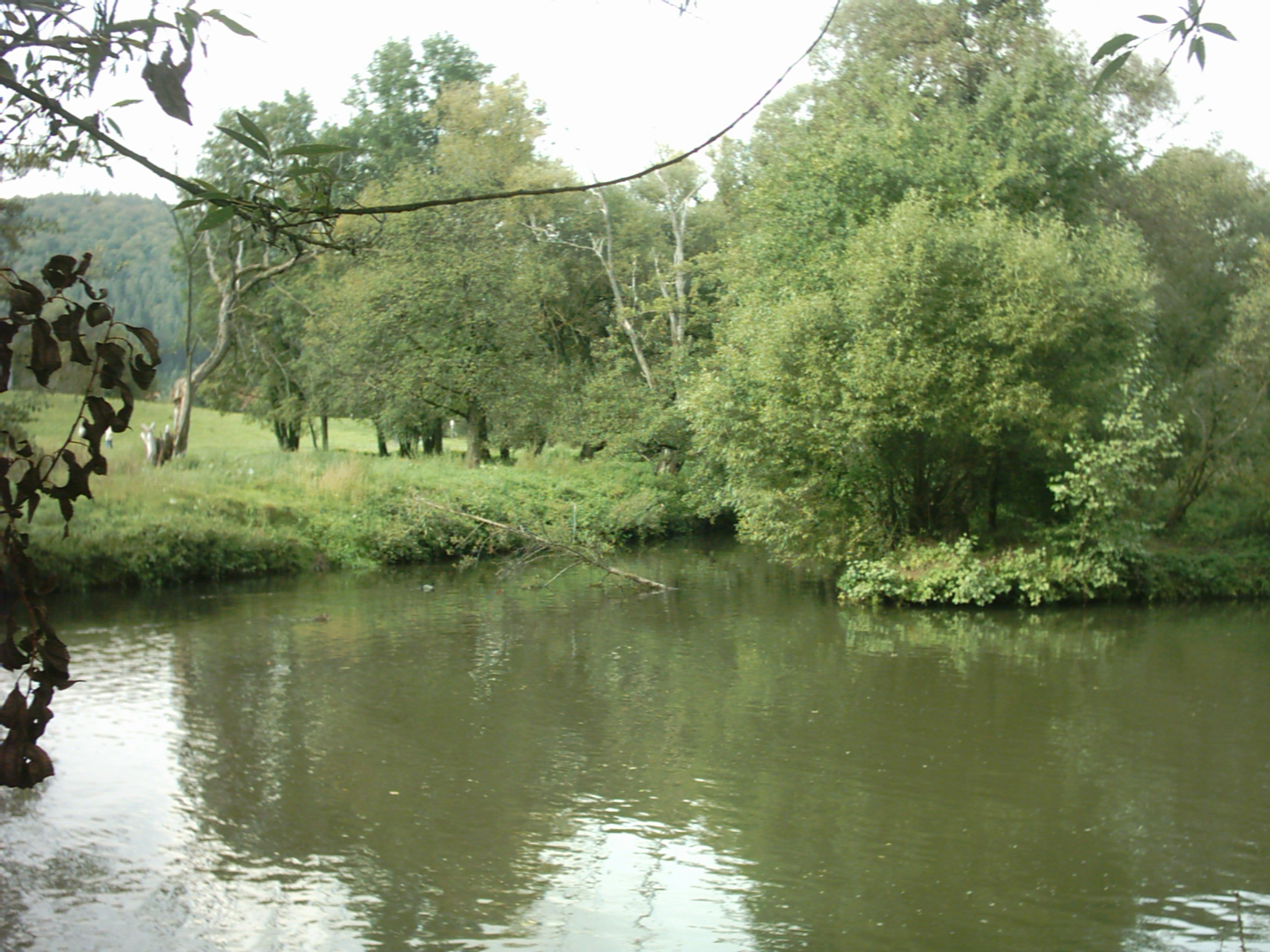

辛恩河（德語：Sinn，發音：[zɪn] ⓘ）是德國的河流，位於該國中部，流經巴伐利亞和黑森州，屬於法蘭克尼亞薩勒河的右支流，河道全長69.4公里，流域面積622.6平方公里，河口處在美因河畔格明登。